# Bob Kroll
Robert Lee Kroll (nacido el 9 de junio de 1950) es un defensive back de fútbol americano en la National Football League que jugó para los Green Bay Packers.  Kroll jugó al fútbol americano universitario en Northern Michigan University y jugó profesionalmente durante una temporada, en 1972.
Mientras jugaba al fútbol americano en Northern Michigan University en 1971, Kroll empató la única temporada de la NCAA de la División 1 con un récord de 13 de intercepciones.